# Patrocl Porombac
Patrocl Porombac (pe numele laic Anatolie Porombac, rusă Анатолий Васильевич Поромбак; n. 31 octombrie 1976, Racovăț, raionul Soroca, RSS Moldovenească, URSS) este un episcop ortodox din Republica Moldova, care îndeplinește în prezent rangul de episcop de Dondușeni, vicar al Eparhiei de Edineț și Briceni.

## Biografie
Patrocl Porombac s-a născut pe 31 octombrie 1976, în satul Racovăț, raionul Soroca, Republica Moldova, într-o familie de creștini ortodocși. Tatăl — Porombac Vasile Ștefan (26.09.1956-…18.12.2008), mama – Porombac Valentina Feodor în călugărie monahia Emilia (22.02.1954). După finalizarea studiilor la Școala Medie incompletă din satul natal în 1992, a continuat studiile la diverse instituții de învățământ din Republica Moldova, culminând cu absolvirea Școlii Medii complete din Nicoreni, raionul Drochia, în 1994.
În același an a fost admis la Seminarul Teologic de Chișinău, afiliat Mănăstirii Noul-Neamț din Chițcani, pe care l-a absolvit în 1998. În timpul studiilor a devenit frate al Mănăstirii „Înălțarea Domnului” Noul-Neamț și a fost tuns în monahism, primind numele Patrocl. 
În 1998 a fost hirotonit ierodiacon, iar în 1999 ieromonah. A îndeplinit diverse funcții religioase și administrative, inclusiv duhovnic al Mănăstirii „Sf. Treime” din Rudi și inspector al Liceului Teologic „Sf. Foca” din Zăbriceni. În perioada 2004-2008 a urmat studii la Academia Teologică din Kiev, obținând ulterior titlul de magistru în teologie ortodoxă.
De-a lungul carierei sale, a fost decorat cu numeroase distincții bisericești și de stat, culminând în 2023 cu numirea sa ca președinte al Departamentului Mănăstiri și Viață Monahală din cadrul Eparhiei de Edineț și Briceni, și ca administrator și duhovnic al Mănăstirii „Sf. Ierarh Vasile cel Mare” din Edineț.

## Numirea în funcția de episcop
Marți, 12 martie 2024, în cadrul ședinței Sfîntul Sinod al Bisericii Ortodoxe Ruse, a fost audiat raportul Întîistătătorului Bisericii Ortodoxe din Moldova, mitropolitul Vladimir Cantarean, privind alegerea în treapta de episcop vicar a arhimandritului Patrocl Porombac, duhovnic al Mănăstirii „Sf. Treime” Rudi și exarh al mănăstirilor din Eparhia de Edineț și Briceni (condica nr. 18). Mitropolitul Vladimir, în numele Sinodului Bisericii Ortodoxe a Moldovei, s-a adresat patriarhului Moscovei și a întregii Rusii, Chiril, cu o cerere de a examina candidatura arhimandritului Patrocl Porombac pentru a fi ales în funcția de episcop de Dondușeni, vicar al Eparhiei de Edineț și Briceni. Ierarhii Bisericii Ortodoxe a Moldovei au susținut pe deplin candidatura propusă de arhiepiscopul Nicodim Vulpe de Edineț și Briceni și au confirmat că arhimandritul Patrocl îndeplinește cerințele necesare pentru hirotonirea în treapta de episcop. S-a luat decizia de a-l alege pe arhimandritul Patrocl Porombac ca episcop vicar al Eparhiei de Edineț și Briceni, cu titlul „Dondușeni”. Locul și data hirotoniei episcopale a arhimandritului Patrocl Porombac au fost lăsate la latitudinea patriarhului Chiril.
La data de 21 aprilie 2024, Duminica a V-a din Postul Mare, a Sfintei Cuvioase Maria Egipteanca, mitropolitul Vladimir al Chișinăului și întregii Moldove a condus Sfânta Liturghie în Catedrala Mitropolitană „Nașterea Domnului” din Chișinău. În timpul Sfintei Liturghii a avut loc hirotonia arhimandritului Patrocl Porombac în treapta de episcop de Dondușeni, vicar al Eparhiei de Edineț și Briceni. Mitropolitul Vladimir a coliturghisit împreună cu ierarhii eparhiali Sava Volkov (arhiepiscop de Tiraspol și Dubăsari), Anatolie Botnari (arhiepiscop de Cahul și Comrat), Petru Musteață (arhiepiscop de Ungheni și Nisporeni), Marchel Mihăescu (arhiepiscop de Bălți și Fălești), Nicodim Vulpe (arhiepiscop de Edineț și Briceni) și cu episcopii-vicari: Ioan Moșneguțu al Sorocii, Siluan Șalari de Orhei, Filaret Cuzmin de Căpriana, Nicolae Roșca de Ceadîr-Lunga, vicar al Eparhiei de Cahul și Comrat, și cu stareți de mănăstiri, protopopi și alți slujitori.